# Meesterklasse schaken 2022/23
Het Meesterklasse-seizoen 2022/23 was het 26e seizoen van de Meesterklasse, de hoogste Nederlandse schaakcompetitie voor clubteams. Er werd door tien teams gestreden om het clubkampioenschap van Nederland.

## Competitieverloop
De competitie werd gespeeld in een halve competitie. Elke vereniging speelde één keer tegen een andere vereniging.
In het voorgaande seizoen werd Amevo Apeldoorn landskampioen en was dus titelverdediger. Gepromoveerd vanuit de Eerste Klasse zijn SV Paul Keres en De Stukkenjagers. Paul Keres debuteerde op het hoogste niveau.
En Passant had zich voorafgaande het seizoen teruggetrokken en besloten om vrijwillig een niveau af te dalen naar de Eerste Klasse. In plaats van En Passant mocht Zukertort Amstelveen, na 15 jaar afwezigheid, meedoen in de Meesterklasse. Het laatste seizoen dat Zukertort op het hoogste niveau meedraaide was het seizoen 2006-07.
AMEVO Apeldoorn prolongeerde haar titel door in de slotronde LSG te verslaan met 7-3. De club verloor in de gehele competitie slechts één keer en speelde eenmaal gelijk. Alle overige confrontaties werden gewonnen.
Tot de kernselectie van AMEVO Apeldoorn behoorden: Thomas Beerdsen, Merijn van Delft, Stefan Kuipers, Sjef Rijnaarts, Nico Zwirs, Tim Lammens, Arthur van de Oudeweetering, Roeland Pruijssers en Max Warmerdam en Stefan Colijn.
De Brabantse verenigingen De Stukkenjagers en Het Witte Paard Sas van Gent daalden af naar de Eerste Divisie.

## Deelnemende teams
| Team                   | Plaats       |
| ---------------------- | ------------ |
| Amevo Apeldoorn 1      | Apeldoorn    |
| Charlois Europoort 1   | Rotterdam    |
| De Stukkenjagers 1     | Tilburg      |
| Groninger Combinatie 1 | Groningen    |
| HWP Sas van Gent 1     | Sas van Gent |
| Kennemer Combinatie 1  | Haarlem      |
| LSG IntelliMagic 1     | Leiden       |
| Paul Keres 1           | Utrecht      |
| Zuid Limburg 1         | Voerendaal   |
| Zukertort Amstelveen 1 | Amstelveen   |

## Uitslagen en kruistabel[2]
| #  | Team                   | MP | BP  | 1  | 2  | 3  | 4  | 5  | 6  | 7  | 8  | 9  | 10 |
| -- | ---------------------- | -- | --- | -- | -- | -- | -- | -- | -- | -- | -- | -- | -- |
| 1  | Amevo Apeldoorn 1      | 15 | 51  | ☓  | 5½ | 7  | 5½ | 6  | 4  | 6  | 5  | 6  | 6  |
| 2  | Kennemer Combinatie 1  | 13 | 51½ | 4½ | ☓  | 5½ | 3½ | 5  | 9½ | 6½ | 5½ | 6  | 5½ |
| 3  | LSG IntelliMagic 1     | 11 | 53  | 3  | 4½ | ☓  | 6  | 3½ | 9  | 5  | 6½ | 9  | 6½ |
| 4  | Paul Keres 1           | 10 | 49  | 4½ | 6½ | 4  | ☓  | 5  | 7  | 4  | 5  | 6½ | 6½ |
| 5  | Groninger Combinatie 1 | 10 | 49  | 4  | 5  | 6½ | 5  | ☓  | 4½ | 6  | 7  | 4½ | 6½ |
| 6  | Charlois Europoort 1   | 9  | 36½ | 6  | ½  | 1  | 3  | 5½ | ☓  | 4  | 5  | 6  | 5½ |
| 7  | Zuid Limburg 1         | 8  | 43½ | 4  | 3½ | 5  | 6  | 4  | 6  | ☓  | 5  | 5½ | 4½ |
| 8  | Zukertort Amstelveen 1 | 6  | 41  | 5  | 4½ | 3½ | 5  | 3  | 5  | 5  | ☓  | 4½ | 5½ |
| 9  | De Stukkenjagers       | 5  | 37  | 4  | 4  | 1  | 3½ | 5½ | 4  | 4½ | 5½ | ☓  | 5  |
| 10 | HWP Sas van Gent 1     | 3  | 38½ | 4  | 4½ | 3½ | 3½ | 3½ | 4½ | 5½ | 4½ | 5  | ☓  |

## Beste individuele scores[2]
| #  | Naam              | ELO  | # | Pt. | TPR  | W-We | KV |
| -- | ----------------- | ---- | - | --- | ---- | ---- | -- |
| 1  | Thomas Beerdsen   | 2517 | 9 | 8   | 2677 | 2.1  | 1  |
| 2  | Liam Vrolijk      | 2521 | 9 | 8   | 2614 | 1.22 | 1  |
| 3  | Julian Kramer     | 2480 | 9 | 7   | 2608 | 1.71 | 1  |
| 4  | Max Warmerdam     | 2609 | 8 | 6½  | 2619 | 0.33 | 0  |
| 5  | Friso Nijboer     | 2468 | 9 | 6½  | 2557 | 0.99 | -1 |
| 6  | Sybolt Strating   | 2311 | 9 | 6½  | 2521 | 2.21 | 3  |
| 7  | Bob Jansen        | 2216 | 9 | 6½  | 2497 | 3.17 | -5 |
| 8  | Niels Ondersteijn | 2333 | 9 | 6½  | 2423 | 0.84 | 3  |
| 9  | Hugo ten Hertog   | 2528 | 8 | 6   | 2605 | 0.7  | -2 |
| 10 | Christian Braun   | 2427 | 9 | 6   | 2538 | 1.03 | 1  |

Eerste klasse

1920/21 · 1921/22 · 1922/23 · 1923/24 · 1924/25 · 1925/26 · 1926/27 · 1927/28 · 1928/29 · 1929/30 · 1930/31 · 1931/32 · 1932/33 · 1933/34 · 1934/35 · 1935/36 · 1936/37 · 1937/38 · 1938/39 · 1939/40 · 1940/41 · 1941/42
Hoofdklasse

1942/43 · 1943/44 · 1944/45 · 1945/46 · 1946/47 · 1947/48 · 
1948/49 · 1949/50 · 1950/51 · 1951/52 · 1952/53 · 1953/54 · 1954/55 · 1955/56 · 1956/57 · 1957/58 · 1958/59 · 1959/60 · 1960/61 · 1961/62 · 1962/63 · 1963/64 · 1964/65 · 1965/66 · 1966/67 · 1967/68 · 1968/69 · 1969/70 · 1970/71 · 1971/72 · 1972/73 · 1973/74 · 1974/75 · 1975/76 · 1976/77 · 1977/78 · 1978/79 · 1979/80 · 1980/81 · 1981/82 · 1982/83 · 1983/84 · 1984/85 · 1985/86 · 1986/87 · 1987/88 · 1988/89 · 1990/91 · 1991/92 · 1992/93 · 1993/94 · 1994/95 · 1995/96
Meesterklasse

1996/97 · 1997/98 · 1998/99 · 1999/00 · 2000/01 · 2001/02 · 2002/03 · 2003/04 · 2004/05 · 2005/06 · 2006/07 · 2007/08 · 2008/09 · 2009/10 · 2010/11 · 2011/12 · 2012/13 · 2013/14 · 2014/15 · 2015/16 · 2016/17 · 2017/18· 2018/19 · 2019/20 · 2020/21 · 2021/22 · 2022/23 · 2023/24 · 2024/25